# 35 Camelopardalis
35 Camelopardalis är en misstänkt variabel stjärna i stjärnbilden Kusken. 
Stjärnan varierar mellan visuell magnitud +6,40 och 6,45 med variationer som inte är fastställda i periodicitet. Den är inte synlig för blotta ögat.
Den brittiske amatörastronomen Samuel Molyneux benämnde stjärnan ”Telescopica i Kusken”. Den engelske astronomen John Flamsteed katalogiserade den som 35 Camelopardali Heveliana i sin sammanställning av Flamsteed-objekt. Namnet har fortsatt att användas fastän stjärnan inte ligger inom Giraffens stjärnbild (Camelopardalis på latin), utan i Kusken. Den engelske astronomen Francis Baily klassificerade om stjärnan till Kuskens stjärnbild som nummer 1924 i British Science Associations katalog från 1845 som upptog 8377 stjärnor.